# Primorsko-notranjska statistična regija
Primorsko-notranjska statistična regija je ena od dvanajstih statističnih regij Slovenije. Do 1. januarja 2015 se je imenovala Notranjsko-kraška regija. 

## Primorsko-notranjska statistična regija v besedi
Podzemni kraški svet s svetovno znano Postojnsko jamo ter presihajoče Cerkniško jezero sodita med glavne znamenitosti te regije. Po površini je to ena naših manjših regij.  
Obsega 7,2 % površine Slovenije
Primorsko-notranjska statistična regija, ki obsega 1.456 km2, se po velikosti uvršča na sredino med slovenskimi regijami. V 2023 je prispevala najmanjši delež k celotnemu prebivalstvu Slovenije, in sicer 2,5 %. Gostota naseljenosti je bila v tej regiji najnižja med vsemi, saj je na kvadratnem kilometru živelo v povprečju 37 prebivalcev.
Prebivalstvo
V letu 2023 je bila povprečna starost prebivalcev te regije 44,6 leta, kar je presegalo državno povprečje (44,1 leta). Delež prebivalcev, mlajših od 15 let, je znašal 15,2 % in bil nad državnim povprečjem ter tretji najvišji med regijami. Primorsko-notranjska je bila med štirimi regijami, v katerih je več kot 6 % prebivalcev dosegalo starost 80 let ali več. V goriški je bil delež s 7 % najvišji, medtem ko so gorenjska, primorsko-notranjska in obalno-kraška imele po 6 % toliko starih prebivalcev.
Naravni prirast na 1.000 prebivalcev je znašal –3,4, kar je bilo v sredini med regijami, selitveni prirast na 1.000 prebivalcev pa je bil z 10,1 največji. Regija je izstopala po največjem deležu moških med vsemi prebivalci (51,7 %), delež žensk je bil tako najmanjši (48,3 %). Delež tujih državljanov med prebivalci je bil tukaj tretji največji (10,5 %), za osrednjeslovensko in obalno-kraško regijo.
Delež prezgodnje umrljivosti, ki izraža delež umrlih, mlajših od 65 let, je bil tukaj najmanjši na ravni regij, 12-odstoten. Regija je imela skupaj z goriško največji delež poročenih prebivalcev (47 %), kar je bilo za 7 odstotnih točk več od podravske, kjer je bil ta delež najnižji. Ob tem se je zunaj zakonske zveze rodil najmanjši delež otrok (45 %). Ženske so bile ob rojstvu vseh otrok stare povprečno 31,4 leta, kar je bilo nekoliko nad povprečjem (31,1 leta). V primorsko-notranjski regiji je bil tudi najvišji delež tretjerojenih ali otrok višjega reda, znašal je 20 %, tri odstotne točke nad povprečjem v državi.
Med prebivalci regije, starimi 25–64 let, jih je imelo končano največ osnovno šolo 13,0 %, višje- ali visokošolsko izobraženih pa jih je bilo 30,9 %. V vrtce je bilo vključenih 80,2 % otrok v starosti 1–5 let, kar je bil drugi najnižji delež med regijami.
Razmere na trgu dela
Stopnja delovne aktivnosti je bila leta 2023 v tej regiji najvišja, in sicer 73,4-odstotna. Največja (za 10,9 odstotne točke) je bila tukaj in v posavski razlika med stopnjama delovne aktivnosti moških in žensk. Pri moških je bila 79,3-odstotna, pri ženskah pa 68,4-odstotna. Stopnja brezposelnosti je bila s 4,7 % najvišja med regijami. Med delovno aktivnimi s stalnim prebivališčem v tej regiji jih je 44,5 % odhajalo na delo drugam, največ (61 %) v osrednjeslovensko regijo. Po deležu delovnih migrantov se je uvrstila na drugo mesto takoj za zasavsko regijo (53,3 %).
Povprečna mesečna neto plača zaposlenega v tej regiji je bila v tej regiji najnižja v Sloveniji. Znašala je 1.292 EUR, kar je bilo 153 EUR oz. 11 % manj od povprečja.
Gospodarstvo
Po ustvarjenem bruto domačem proizvodu spada regija med gospodarsko šibkejše v državi. BDP na prebivalca je bil drugi najnižji; znašal je 19.720 EUR na prebivalca in je bil od povprečja nižji za 35 %. K skupni slovenski bruto dodani vrednosti je ta regija prispevala drugi najnižji delež, 1,7 %. Neto razpoložljivi dohodek na prebivalca je v tej regiji znašal 16.562 EUR in je bil za manj kot odstotek nižji od povprečja na ravni države.
V regiji je delovalo okoli 5.000 podjetij, v teh je bilo skupno nekaj več kot 16.800 zaposlenih, zaposlovala so povprečno po 3,4 osebe.
Kakovost življenja
Prebivalci primorsko-notranjske regije so svoje splošno zadovoljstvo z življenjem ocenili s 7,7 (na lestvici od 0 do 10), kar je bilo enako slovenskemu povprečju. Enako oceno so podali tudi prebivalci goriške in podravske regije.
V primerjavi z drugimi regijami je v tej eno najvišjih vrednosti dosegala stopnja resne materialne in socialne prikrajšanosti (3,8). Ta pomeni odstotek oseb, ki živijo v gospodinjstvu, ki izkazuje pomanjkanje vsaj sedmih od 13 elementov prikrajšanosti. V stanovanjih, ki so bila v slabem stanju (s puščajočo streho, z vlažnimi stenami, temelji ali tlemi, trhlimi okenskimi okvirji ali tlemi), je živelo 28 % gospodinjstev, kar je bil največji delež po regijah. Prav tako si 8 % gospodinjstev ni moglo privoščiti ustrezno ogrevanega stanovanja. Po drugi strani pa je v regiji zaznan eden najnižjih deležev prebivalcev, ki so živeli v prenaseljenih stanovanjih (7,9 %).
V tej regiji je bilo na 1.000 prebivalcev 623 osebnih avtomobilov, njihova povprečna starost pa je znašala 12,3 leta, kar sta bili drugi najvišji vrednosti v državi.
Okolje
Na prebivalca v tej regiji je povprečno nastalo 427 kg komunalnih odpadkov, kar je bila najmanjša količina med regijami. Na prebivalca je nastalo 91 kg manj od povprečja. Ločeno so jih zbrali okoli 71 %. Iz javne kanalizacije je bilo izpuščene 97 % prečiščene odpadne vode, kar je na ravni regij med največjimi deleži.
Sestavlja jo 6 občin
Največja je s 480 km2 občina Ilirska Bistrica, ki obsega tretjino ozemlja regije in je po površini druga največja občina v državi. Največ prebivalcev, tretjina ali 17.515, je na sredini leta 2023 živelo v občini Postojna. Najmanj prebivalcev sta imeli občini Bloke (1.558) in Loška dolina (3.516), ki sta bili tudi najredkeje naseljeni v regiji. Po gostoti naseljenosti sta se občini Bloke in Loška dolina z 21 prebivalci na km2 uvrstili med najredkeje naseljene v Sloveniji.

## Primorsko-notranjska statistična regija v številkah
| Statistični podatki                                               |          |  | Statistični kazalniki                                                                         |        |
| ----------------------------------------------------------------- | -------- |  | --------------------------------------------------------------------------------------------- | ------ |
| Površina, km2, 1. 1. 2023                                         | 1.456    |  | Gostota naseljenosti, 1. 7. 2023                                                              | 36,9   |
| Število prebivalcev, 1. 7. 2023                                   | 53.959   |  | Povprečna starost prebivalcev, 1. 7. 2023                                                     | 44,6   |
| Naravni prirast, 2023                                             | –182     |  | Delež prebivalcev, starih 0–14 let (%), 1. 7. 2023                                            | 15,2   |
| Število učencev v osnovnih šolah, 2023/2024                       | 5.128    |  | Delež prebivalcev, starih 65 let ali več (%), 1. 7. 2023                                      | 22,4   |
| Število dijakov (po prebivališču), 2023/2024                      | 2.027    |  | Naravni prirast (na 1.000 prebivalcev), 2023                                                  | –3,4   |
| Število študentov (po prebivališču), 2023/2024                    | 1.731    |  | Skupni selitveni prirast (na 1.000 prebivalcev), 2023                                         | 10,1   |
| Število delovno aktivnih prebivalcev (po prebivališču), 2023      | 24.978   |  | Skupni prirast (na 1.000 prebivalcev), 2023                                                   | 6,7    |
| Število zaposlenih oseb (po delovnem mestu), 2023                 | 14.906   |  | Delež prebivalcev, starih 25 do 64 let, z osnovno šolo ali manj, 1. 1. 2023                   | 13,0   |
| Število samozaposlenih oseb (po delovnem mestu), 2023             | 2.365    |  | Delež prebivalcev, starih 25 do 64 let, z višjo ali visoko izobrazbo, 1. 1. 2023              | 30,9   |
| Povprečna mesečna bruto plača na zaposleno osebo (EUR), 2023      | 1.945,84 |  | Stopnja delovne aktivnosti (%), 2023                                                          | 74,3   |
| Število podjetij, 2023                                            | 5.018    |  | Število izdanih gradbenih dovoljenj (na 1.000 prebivalcev), 2023                              | 3,4    |
| Regionalni bruto domači proizvod (mio. EUR), 2023                 | 1.064    |  | Bruto domači proizvod na prebivalca (EUR, tekoči tečaj), 2023                                 | 19.720 |
| Kmetijska zemljišča v uporabi, ha, 2020                           | 24.491   |  | Obsojeni polnoletni in mladoletni (na 1.000 prebivalcev), 2023                                | 1,6    |
| Število prihodov turistov, 2023                                   | 143.751  |  | Število osebnih avtomobilov (na 1.000 prebivalcev), 31. 12. 2023                              | 623    |
| Število prenočitev turistov, 2023                                 | 231.416  |  | Komunalni odpadki, zbrani z javnim odvozom (kg/prebivalca), 2023                              | 338    |
| Vir: Statistični urad Republike Slovenije, Podatkovna baza SiStat |          |  | Vir: Statistični urad Republike Slovenije, Slovenske statistične regije in občine v številkah |        |

## Občine v statistični regiji
- Občina Bloke
- Občina Cerknica
- Občina Ilirska Bistrica
- Občina Loška Dolina
- Občina Pivka
- Občina Postojna